# Marcel Cachin

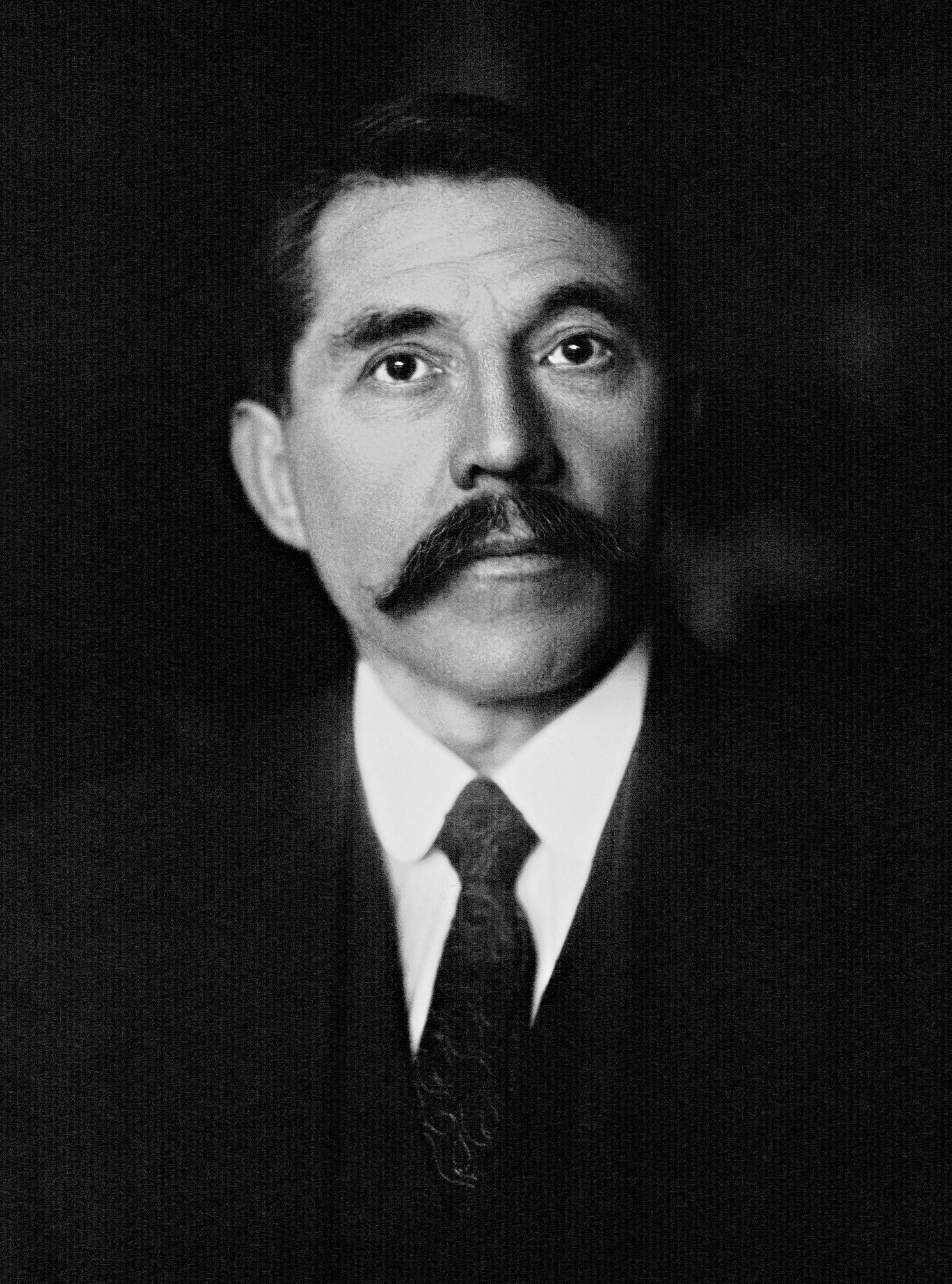
Marcel Cachin, 1918

Marcel Cachin, född 20 september 1869 och död 12 februari 1958, var en fransk politiker.
Cachin var tidigare lärare vid ett lyceum, och blev senare redaktör för tidningen L'Humanité. Cachin tillhörde ursprungligen de socialistiska partiet, som dock sprängedes när Cachin genomdrev dess anslutning till den kommunistiska internationalen. Han blev därefter ledare för kommuninisterna. Han avtjänade flera långvariga fängelsestraff för antimilitaristisk propaganda.